# Bulbophyllum perexiguum
Bulbophyllum perexiguum là một loài phong lan thuộc chi Bulbophyllum.